# 미토시
미토시(일본어: 水戸市, 문화어: 미도시)는 일본 이바라키현 중앙부에 있는 시이자 이바라키현의 현청 소재지이다. 2020년에 중핵시로 승격되었다. 현재 정령지정도시 지정을 목표로 하고 있다.

## 개요
미토번 제9대 번주 도쿠가와 나리아키가 창설한 가이라쿠엔(偕楽園)은 매화나무로 유명하고, 가나자와시의 겐로쿠엔(兼六園), 오카야마시의 고라쿠엔(後楽園)과 함께 일본 3대 정원으로 불린다. 메이지 시대 이후에는 낫토(콩을 발효시킨 청국장과 비슷한 음식)의 생산이 번성하고 있고, 소비량도 일본에서 가장 많다.
일본 내에서 전국적으로 점포를 전개하는 가전제품 할인점 게즈 덴키는 미토시에 본사가 있다.

## 지리
이바라키현 중부에 위치하고 간토평야에 속한다. 시내에는 나카강이 흐르고 나카강 주변부는 저지이지만 이외 지역은 대부분 대지이다. 또 일본 최초의 수도 전용 댐인 고조가와댐이 있다.
시역은 조반선을 경계로 남북으로 나뉘어 미토역 북쪽 출입구 주변을 가와이치(上市), 미토역 남쪽 출입구 주변을 시모이치(下市)라고 한다. 번화가는 미토성터가 있는 미토역 북쪽 출입구 방면으로 형성되어 있다.

## 역사
야마토 민족은 서기 4세기경에 미토 주변에 정착하였다. 헤이안 시대 말기에 헤이케 일족의 장군이었던 바바 수케모토는 미토로 옮겨와 미토성을 지었다. 이후 몇 번 주인이 바뀐 끝에 1500년대 중반에 사타케 요시노부의 손에 들어갔다. 그러나 그는 세키가하라 전투 이후 1603년에 도쿠가와 이에야스에게 항복하였고 이에야스의 아들 도쿠가와 요리후사가 미토성을 차지하여 에도 바깥쪽을 방어하는 세 개의 고산케 일족 중 하나인 미토번을 창설했다. 에도 막부의 마지막 쇼군 도쿠가와 요시노부는 이 가문 출신이다. 인기 시대극 "미토 고몬"(水戸黄門)은 미토 번 제2대 번주 도쿠가와 미쓰쿠니를 모델로 했으나 완전한 픽션 드라마이다. 에도와 미토는 미토 가도에 의해 바로 연결되었다. 도쿠가와 가문은 1800년대 중반에 에도 막부가 문을 닫을 때까지 미토를 직접 통치하였다.
현대의 미토시는 인구 25,000명으로 1889년 4월 1일에 형성되었고 현청 소재지가 되었다. 1900년에 도쿄와 연결되는 조반선이 개통하였고 1910년에 전화와 전기 조명이 도시 전역에서 이용 가능해졌다. 비록 2차 대전이 끝날 무렵에 도시의 4분의 3이 전소되기는 했지만 인구는 2년 후에 7만 명을 넘어섰고 이후 계속 증가하였다.
제2차 세계 대전 후의 미토는 주로 상업과 행정 중심지 역할을 하고 있다. 미토는 가이라쿠엔과 도쿠가와씨를 봉헌한 지역 박물관 등 관광업으로 번성하고 있다. 미토에는 또한 이바라키 대학이 있고 캘리포니아주 애너하임과 자매 결연을 맺고 있다.
2011년 3월 11일 동일본 대지진에서는 가옥과 돌담의 파손과 미토시청의 파손 등의 피해를 냈다.

## 교통

### 철도
중심역: 미토역
- 동일본 여객철도
  - 조반선
  - 미토선
- 가시마 임해 철도
  - 오아라이카시마선

### 도로
- 고속도로 - 조반 자동차도, 기타간토 자동차도
- 국도 - 국도 제6호선, 국도 제50호선, 국도 제51호선, 국도 제118호선, 국도 제123호선, 국도 제124호선, 국도 제245호선, 국도 제349호선, 국도 제400호선

## 인구
| 연도 | 인구    | ±%     |
| ---- | ------- | ------ |
| 1950 | 141,154 | —      |
| 1960 | 162,160 | +14.9% |
| 1970 | 195,818 | +20.8% |
| 1980 | 239,742 | +22.4% |
| 1990 | 260,456 | +8.6%  |
| 2000 | 261,562 | +0.4%  |
| 2010 | 268,818 | +2.8%  |

## 기후
| 미토시의 기후                                                | 미토시의 기후 | 미토시의 기후 | 미토시의 기후 | 미토시의 기후 | 미토시의 기후 | 미토시의 기후 | 미토시의 기후 | 미토시의 기후 | 미토시의 기후 | 미토시의 기후 | 미토시의 기후 | 미토시의 기후 | 미토시의 기후   |
| 월                                                           | 1월           | 2월           | 3월           | 4월           | 5월           | 6월           | 7월           | 8월           | 9월           | 10월          | 11월          | 12월          | 연간            |
| ------------------------------------------------------------ | ------------- | ------------- | ------------- | ------------- | ------------- | ------------- | ------------- | ------------- | ------------- | ------------- | ------------- | ------------- | --------------- |
| 역대 최고 기온 °C (°F)                                       | 23.8 (74.8)   | 24.3 (75.7)   | 25.9 (78.6)   | 31.0 (87.8)   | 33.4 (92.1)   | 36.2 (97.2)   | 38.4 (101.1)  | 38.4 (101.1)  | 36.8 (98.2)   | 33.1 (91.6)   | 26.2 (79.2)   | 25.0 (77.0)   | 38.4 (101.1)    |
| 일평균 최고 기온 °C (°F)                                     | 9.2 (48.6)    | 9.8 (49.6)    | 13.0 (55.4)   | 17.8 (64.0)   | 22.0 (71.6)   | 24.5 (76.1)   | 28.5 (83.3)   | 30.0 (86.0)   | 26.4 (79.5)   | 21.2 (70.2)   | 16.3 (61.3)   | 11.4 (52.5)   | 19.2 (66.6)     |
| 일일 평균 기온 °C (°F)                                       | 3.3 (37.9)    | 4.1 (39.4)    | 7.4 (45.3)    | 12.3 (54.1)   | 17.0 (62.6)   | 20.3 (68.5)   | 24.2 (75.6)   | 25.6 (78.1)   | 22.1 (71.8)   | 16.6 (61.9)   | 10.8 (51.4)   | 5.6 (42.1)    | 14.1 (57.4)     |
| 일평균 최저 기온 °C (°F)                                     | −1.8 (28.8)   | −1.2 (29.8)   | 2.1 (35.8)    | 7.0 (44.6)    | 12.5 (54.5)   | 17.0 (62.6)   | 21.0 (69.8)   | 22.2 (72.0)   | 18.6 (65.5)   | 12.5 (54.5)   | 5.9 (42.6)    | 0.5 (32.9)    | 9.7 (49.5)      |
| 역대 최저 기온 °C (°F)                                       | −12.0 (10.4)  | −12.7 (9.1)   | −9.0 (15.8)   | −3.5 (25.7)   | −0.1 (31.8)   | 7.3 (45.1)    | 10.2 (50.4)   | 12.7 (54.9)   | 7.9 (46.2)    | −0.5 (31.1)   | −4.7 (23.5)   | −8.2 (17.2)   | −12.7 (9.1)     |
| 평균 강수량 mm (인치)                                        | 54.5 (2.15)   | 53.8 (2.12)   | 102.8 (4.05)  | 116.7 (4.59)  | 144.5 (5.69)  | 135.7 (5.34)  | 141.8 (5.58)  | 116.9 (4.60)  | 186.3 (7.33)  | 185.4 (7.30)  | 79.7 (3.14)   | 49.6 (1.95)   | 1,367.7 (53.85) |
| 평균 강설량 cm (인치)                                        | 4 (1.6)       | 6 (2.4)       | 1 (0.4)       | 0 (0)         | 0 (0)         | 0 (0)         | 0 (0)         | 0 (0)         | 0 (0)         | 0 (0)         | 0 (0)         | 1 (0.4)       | 12 (4.7)        |
| 평균 강수일수 (≥ 0.5 mm)                                     | 5.5           | 6.0           | 10.5          | 11.3          | 12.2          | 13.0          | 12.5          | 9.4           | 11.8          | 12.0          | 8.0           | 5.9           | 118.1           |
| 평균 강설일수                                                | 6.2           | 6.9           | 5.5           | 0.2           | 0.0           | 0.0           | 0.0           | 0.0           | 0.0           | 0.0           | 0.1           | 3.1           | 21.9            |
| 평균 상대 습도 (%)                                           | 63            | 63            | 66            | 70            | 74            | 81            | 82            | 81            | 81            | 79            | 75            | 68            | 74              |
| 평균 월간 일조시간                                           | 195.4         | 174.3         | 182.7         | 183.5         | 186.1         | 137.8         | 150.8         | 179.4         | 138.7         | 140.6         | 153.7         | 178.0         | 2,000.8         |
| 출처: 일본 기상청 (평년값: 1991년~2020년, 극값: 1897년~현재) |               |               |               |               |               |               |               |               |               |               |               |               |                 |

## 같이 보기
- 분류:사타케 가문
- 분류:미토 도쿠가와 가문
- 미토번